# Rachel Ward
Pour les articles homonymes, voir Ward.
Rachel Ward est une actrice, réalisatrice et scénariste anglaise, née le 12 septembre 1957 à Chipping Norton (Oxfordshire). Elle a essentiellement poursuivi sa carrière en Australie.

## Biographie

### Enfance
Rachel Ward naît le 12 septembre 1957 à Chipping Norton, en Oxfordshire. Elle est la fille de l'honorable Peter Ward (fils de William Ward, 3e comte de Dudley) et de Claire Leonora Baring (petite-fille de l'honorable Guy Baring), propriétaires de Cornwell Manor, et la sœur de Tracy Ward (en) (première épouse d'Henry Somerset, 12e duc de Beaufort).

### Carrière
Rachel Ward est connue en Europe pour avoir joué le rôle principal de la série Les oiseaux se cachent pour mourir où elle forme avec Richard Chamberlain un des couples les plus romantiques de la télévision, mais a également participé à une poignée de films marquants :  L'Anti-gang avec Burt Reynolds, la comédie Les cadavres ne portent pas de costard de Carl Reiner avec Steve Martin, Contre toute attente de Taylor Hackford avec Jeff Bridges, Christophe Colomb : La Découverte où elle interprète la reine Isabelle face à Tom Selleck, travaillant avec Andrew Davis, James Foley ou encore Russell Mulcahy à la télévision, partenaire de Richard E. Grant, Jason Patric ou Mark Harmon.

### Vie privée
En 1979, Rachel Ward rencontre David Anthony Kennedy, avec qui elle a eu une idylle[réf. nécessaire].
Depuis 1983, elle est l'épouse de l'acteur et producteur australien Bryan Brown, rencontré sur le plateau du feuilleton Les oiseaux se cachent pour mourir. Dans cette saga, il jouait son mauvais mari. Ils ont trois enfants : Rosie (née en 1984), Matilda Brown (née en 1987) et Joe Brown (né en 1992). Matilda et Joe sont acteurs comme leurs parents.[réf. nécessaire]

## Filmographie sélective

### Actrice

#### Longs métrages
- 1981 : Les Yeux de la terreur (Night School) de Ken Hughes
- 1981 : L'Anti-gang (Sharky's Machine) de Burt Reynolds
- 1982 : Les cadavres ne portent pas de costard (Dead Men Don't Wear Plaid) de Carl Reiner
- 1983 : The Final Terror d'Andrew Davis
- 1984 : Contre toute attente (Against All Odds) de Taylor Hackford
- 1987 : Hôtel Colonial de Cinzia TH Torrini
- 1989 : How to Get Ahead in Advertising de Bruce Robinson
- 1990 : La mort sera si douce (After Dark, My Sweet) de James Foley
- 1992 : Christophe Colomb : La Découverte (Christopher Columbus: The Discovery) : la reine Isabelle
- 1993 : Wide Sargasso Sea (en) de John Duigan
- 1994 : Double Obsession de Eduardo Montes Bradley
- 1994 : The Ascent de Donald Shebib

#### Téléfilms
- 1979 : Christmas Lilies of the Field de Ralph Nelson
- 1986 : L'École de tous les dangers (Fortress) d’Arch Nicholson
- 1989 : Shadow of the Cobra de Mark Joffe
- 1991 : La Croisère maudite (And the Sea Will Tell)
- 1992 : Illégitime défense de Lawrence Schiller
- 1997 : Meurtre en eaux troubles (My Stepson, My Lover) de Mary Lambert avec Terry O'Quinn : Caitlin Cory
- 1999 : Seasons of Love  de Daniel Petrie
- 2000 : USS Charleston, dernière chance pour l'humanité (On the Beach) de Russell Mulcahy d'après Nevil Shute
- 2001 : Attirance fatale : Qui a tué Anne-Marie F. ? (And Never Let Her Go) de Peter Levin
- 2002 : Bobbie's Girl de Jeremy Kagan
- 2002 : Johnson County War de[Qui ?]
- 2006 : Le Trésor de Barbe-Noire de Kevin Connor

#### Séries télévisées
- 1981 : Dynastie (Dynasty) : Saison 1 : Une petite fête entre ennemis (The Dinner Party)
- 1983 : Les oiseaux se cachent pour mourir (The Thorn Birds)
- 2006 : Monarch Cove (14 épisodes)
- 2007 : Rain Shadow (6 épisodes)

### Réalisatrice

#### Longs métrages
- 2009 : Beautiful Kate
- 2019 : Palm Beach

#### Courts métrages
- 2000 : The Big House'' (court métrage)
- 2000 : Blindman's Bluff (court métrage)
- 2003 : Martha's New Coat (moyen métrage)

#### Téléfilm
- 2013 : An Accidental Soldier (en)

#### Série télévisée
- 2006 : Two Twisted, épisode Heart Attack